# Nydala, Malmö
Nydala är ett bostadsområde i stadsdelen Fosie, Malmö. 
Nydala ligger mellan Munkhättegatan och Eriksfältsgatan, kring Nydalaparken. Området består av flerfamiljshus i varierande höjd, byggda på 1960-talet. 
I området ligger Nydalaskolan (F–6) och Nydala, Eriksfälts och Helenetorps förskolor. Vid Eriksfältsgatan ligger stadsdelen Fosies medborgarkontor.

## Beskrivning
Området Nydala är uppbyggt som en grannskapsenhet och är grupperat kring en central grönyta. Bebyggelsen består huvudsakligen av hus med tre till fyra våningar, och några på åtta våningar. De högre husen ligger närmast Nydalaparken. Nydala ligger i Malmös södra del och gränserna utgörs i norr och öster av Eriksfältsvägen, i söder av Professorsgatan och i väster av Munkhättegatan och Nydalastigen. Nydala har även en skola, Nydalskolan, och ett torg med en videobutik, konditori, pizzeria, en kebab- och falafelrestaurang, en livsmedelsaffär och ett apotek. Torghandel bestående av klädes- och grönsakshandel förekommer. 
Torget präglas av en cykelväg som löper över platsen och fortsätter ner under Eriksfältsgatan. Platsen är för övrigt belagd med ett rutmönster av gatsten i olika färger. 
Nydala omfattar 2 836 bostäder varav 87 är småhus. Lägenheternas storlekar är främst två- och trerummare. Drygt hälften av lägenheterna är hyresrätter medan resten är bostadsrätter. Busslinje nummer 8 stannar på Nydalatorget och Nydala.

## Historik före 1955
I början av 1960-talet var Nydala en del av Fosies jordburksmark. Stadsdelen Fosie utgjorde en del av byn Hindbys ägor innan den blev en del av Malmö stad 1931. Vid den här tiden fanns det två gårdar, Nydala och Helenetorp, som köptes av Malmö stad för att bebyggas med bostadshus. Liksom de flesta bostadsområden som uppstod under 1900-talet fick Nydala sitt namn efter en gård på platsen. Ägaren, slaktaremästaren Lars Jönssons änka, Emma flyttade 1908 från Emmydal i Mellersta Förstaden till en ny egendom som därför fick namnet Nydala.

## Utbyggnadshistoria
Malmö stad köpte området 1956, och två år senare utformades en stadsplan för Nydala. Den omfattade även det intilliggande Hermodsdal, men trots den gemensamma planen skildes de bägge områdena åt som självförsörjande enheter i fråga om service och handel. Nydala skulle omfatta flerbostadsbebyggelse med fyra- och åttavåningshus grupperade kring ett centralt grönområde. Områdets bebyggelse skulle innehålla många gårdar, vilket även skapade parkeringsgårdar och lekgårdar. Nydalaparken skulle genom en cykel- och gångväg förbindas med grönområden i de närliggande områdena Hermodsdal och Almhög. Söder om Nydalaparken planerades en skola. I stadsplanen för Nydala ingick även Munkhättegatan och Eriksfält som skulle vara sammanbyggda med småhus.

## Nydalatorget

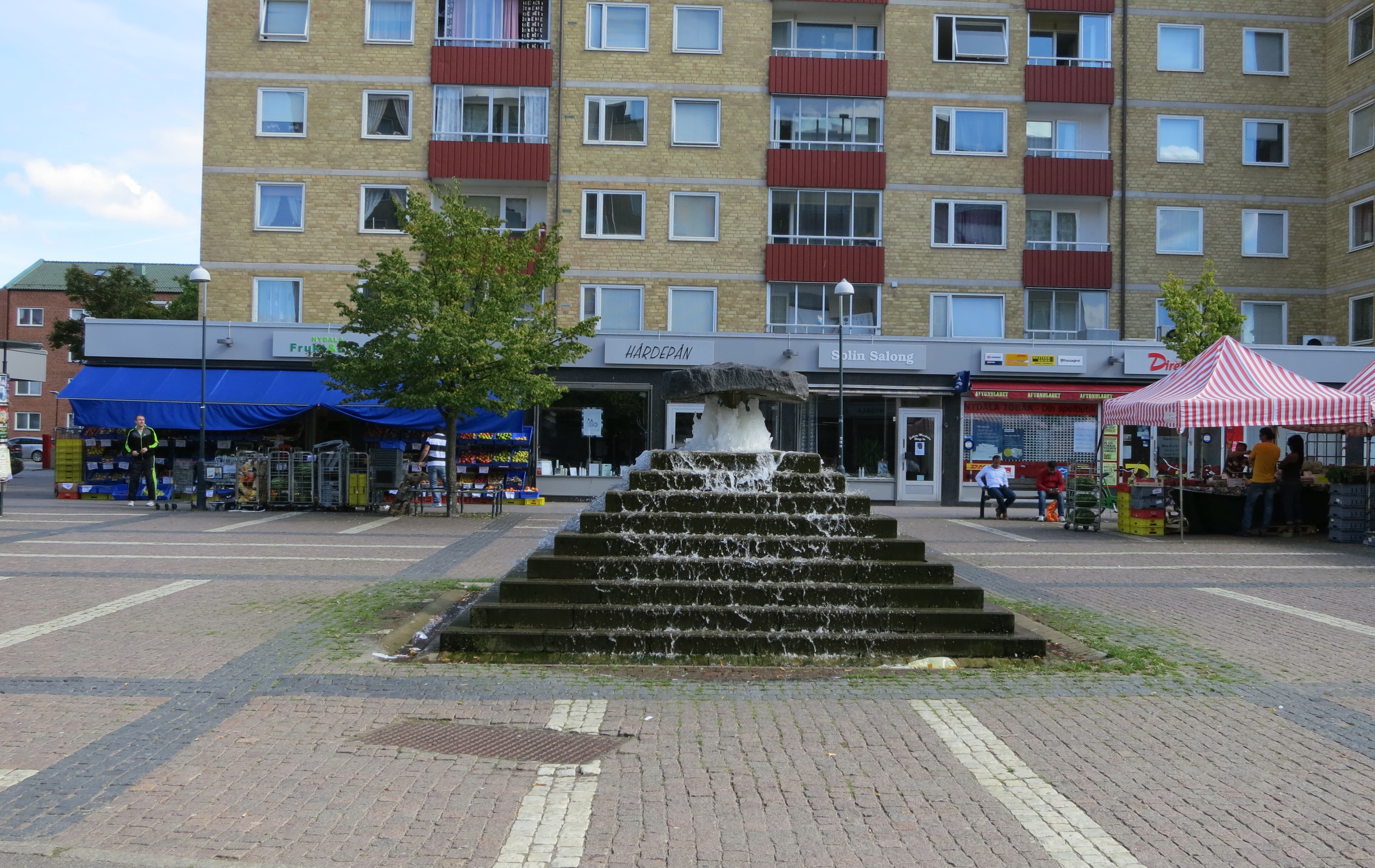
Nydalatorget

Nydalatorget är ett litet torg som rymmer en fontän och en staty. Kring torget finns butiker, kaféer, hårvårdsinrättningar och apotek. Invånarna runt torget är huvudsakligen äldre personer. Under sommarmånaderna bedrivs regelbundet utomhusverksamhet i form av musikunderhållning.
Den 26 juli 1962 öppnade Konsumentföreningen Solidar en butik på Nydalatorget. I april 1963 fick den konkurrens när Ica-butiken Larssons Allköp öppnade vid torget. Från 1976 tilläts även torghandel på torget, inledningsvis som en del av ett försök att öka antaler salutorg i staden. Ica stängde med tiden, men Konsum blev kvar och blev Coop. I maj 2023 skyltades Coop om till en Xtra, då en av få Xtra-butiker som inte härrörde från Nettokedjan.
Under en period hade torget tre bankkontor, däribland Svenska Handelsbanken som öppnade den 14 maj 1962 och Malmö sparbank Bikupan. Sparbanken blev senare Swedbank som rånades år 2008 och stängde helt kort därefter, varefter alla banker lämnat torget.

## Nydalaskolan
Mitt i Nydalaområdet ligger Nydalaskolan. Skolan omfattar fem byggnader med en och två våningar, alla med olika funktioner. Skolan ritades 1963 av Bror Thornberg och 1993 genomgick skolan en omfattande ombyggnad, vilken genomfördes av BM Matsson arkitektkontor.
Husen präglas av gult fasadtegel, gröna tak och fönstersnickerier. Skolans gård är till stor del av asfalt eftersom tanken är att barnen på skolan ska utnyttja den intilliggande Nydalaparken och dess bollplan. Dock finns det mindre lekanläggningar på skolan och en skulpterad gås som representerar lekfullheten hos barn.

## Park i Nydala

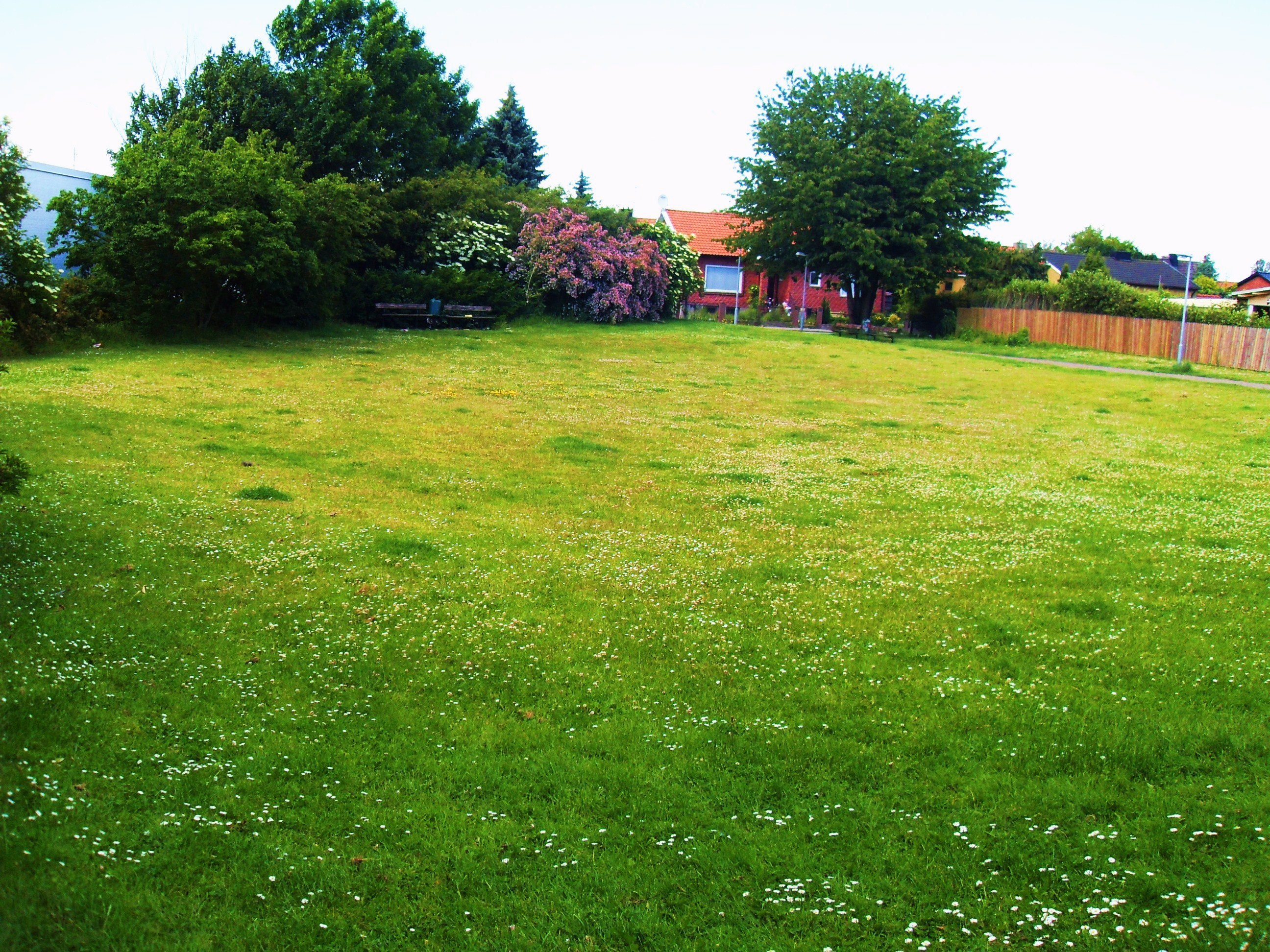
Park i Nydala

I närheten av Nydalatorget ligger det en bensinstation. Bakom den finns ett litet grönområde som kan liknas vid en mycket liten park: en skogsdunge med ett par träd och en hel del buskar.

## Fritidsgård och förskola
Nydalas fritidsgård samt en förskola ligger i Nydalaparkens östra del. Två röda tegelbyggnader skapar genom en vinklande arkitektur en rumsbildning. Fritidsgården har en omväxlande arkitektur med varierande våningshöjder. Den egentligen gemensamma gården är delad genom att förskolan omgärdas av staket och buskar, vilket gör den till en mer avskild enhet. Förskolans område sträcker sig med sina lekredskap en bit in i Nydalaparken.